# Brigitte Nielsen
Brigitte Nielsen (nascida Gitte Nielsen; Rødovre, 15 de julho de 1963) é uma atriz, apresentadora, cantora e modelo dinamarquesa. 
Ficou famosa nos anos 80 por seu casamento, e depois, divórcio com Sylvester Stallone, com que atuou nos filmes Rocky IV e Stallone Cobra. Por ser uma mulher muito alta (com 1,85 m de altura), iniciou sua carreira como modelo para
Greg Gorman e Helmut Newton. Nielsen também participou de vários outros filmes de sucesso como Red Sonja, que estrelou ao lado de Arnold Schwarzenegger, e Beverly Hills Cop, junto com Eddie Murphy, no papel da vilã Karla Fry. Brigitte também participou de vários filmes "B", além de Fantaghirò, uma série italiana dividida em 4 partes (de 1992 a 1996) e trazida para o Brasil com o título "A lenda da princesa rebelde" e em formato de filme, onde interpretou a Bruxa Negra.

## Biografia
Brigitte nasceu em Rødovre, um subúrbio de Copenhague, em 1963. É filha de Hanne, uma bibliotecária e Svend Nielsen, engenheiro. Medindo 1,85 m de altura, no início dos anos 1980, Brigitte começou a trabalhar como modelo, incluindo seções de fotos com Greg Gorman e Helmut Newton.
Posou para a revista Playboy várias vezes, ganhando a capa da edição de dezembro de 1987. No final dos anos 1980, a Marvel Comics entrou em contato com Brigitte para uma seção de fotos com a modelo vestida de Mulher-Hulk, por conta de sua altura e seu porte físico.

## Carreira
Em 1985, Brigitte começa sua carreira na atuação com o filme Red Sonja, junto de Arnold Schwarzenegger. No mesmo ano, ela se casou com o ator Sylvester Stallone, com quem atuou em dois filmes, Rocky IV (pelo qual recebeu o Framboesa de Ouro de pior atriz coadjuvante e de pior revelação) e Cobra. Em 1987, interpretou Karla Fry no filme Beverly Hills Cop II (1987), ao lado de Eddie Murphy. Nos anos seguintes trabalharia em vários filmes de baixo e médio orçamento como 976-Evil II, The Double 0 Kid (1992), Chained Heat II (1993), Galaxis (1995) e Snowboard Academy (1996). No longa italiano Fantaghirò 2, interpretou a vilã.
Em 2009, publicou sua autobiografia em países da Escandinávia, intitulada "Gitte Nielsen – Du har kun ét liv – sådan fandt jeg tilbage til mig selv" ("Você só tem uma vida - foi assim que me encontrei de novo"). O livro ficou entre os cinco mais vendidos na Dinamarca na época de seu lançamento. Foi lançado no Reino Unido em 2011 com o título You Only Get One Life.

## Vida pessoal
Brigitte foi casada cinco vezes e é mãe de quatro rapazes: Julian Winding, Killian Marcus Nielsen, Douglas Aaron Meyer e Raoul Ayrton Meyer Jr. Ela foi casada com seu primeiro marido Kasper Winding (pai de Julian), de 1983 a 1984. Brigitte Nielsen se casou com Sylvester Stallone em 15 de dezembro de 1985 na casa do produtor Irwin Winkler em Beverly Hills, na Califórnia. O casamento de Nielsen e de Stallone, durou apenas 19 meses, depois de ter sido apanhada na cama com outra mulher. O divórcio, no entanto, só foi finalizado em julho de 1987.

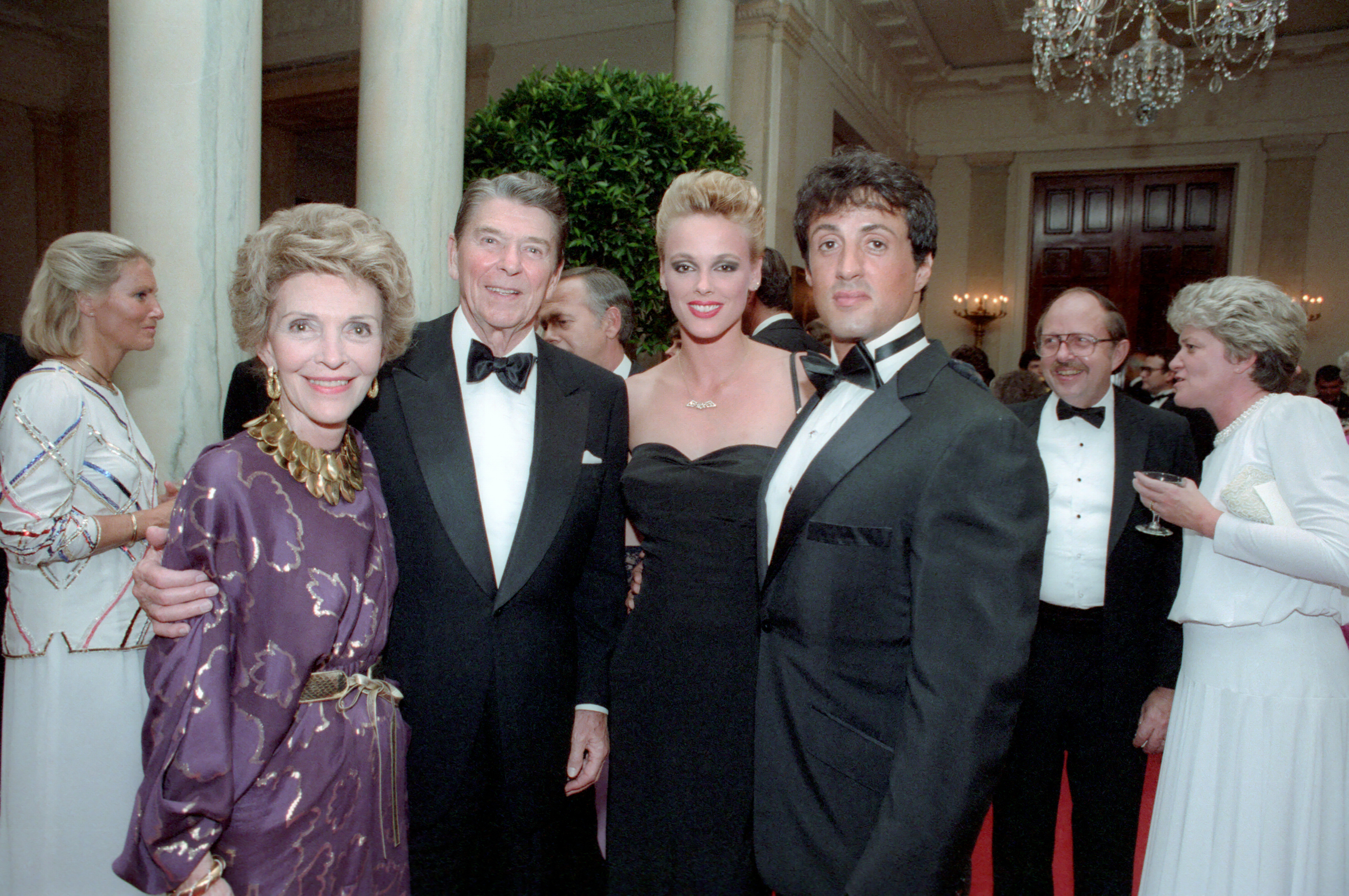
Brigitte e Stallone, com o ex-presidente Ronald Reagan e sua esposa, a ex-primeira dama Nancy Reagan em um jantar de estado para o primeiro-ministro de Cingapura Lee Kuan Yew, na Casa Branca, em 1985.

Seu segundo filho, Killian Marcus Gastineau (nascido em 15 de dezembro de 1989), é fruto do seu noivado com Mark Gastineau. Entre 1990 e 1992, ela foi casada com o diretor e fotógrafo Sebastian Copeland (primo de Orlando Bloom). Nielsen tem dois filhos com o quarto marido, Raoul Meyer, Douglas Aaron (nascido em 19 de abril de 1993) e Raoul, Jr. (nascido em 21 de maio de 1995).
Ela também namorou o DJ Africano Senegalês Flav, com quem também teve um relacionamento bastante  divulgado pela mídia. Seu atual marido, Mattia Dessì, viveu com ela na Itália, como mostrado em Strange Love, que foi filmado antes da união do casal. Brigitte e Mattia oficializaram a relação em Malta no dia 8 de julho de 2006. A partir de 2010, eles passaram a morar em Palm Springs, nos Estados Unidos. Em maio de 2018, aos 54 anos, Brigitte surpreendeu o público ao revelar que estava grávida pela quinta vez. Em 22 de junho de 2018, ela deu à luz a uma menina chamada Frida.
Em 2005, durante o escândalo de infidelidade de Arnold Schwarzenegger, Brigitte revelou que também teve um caso com ele durante as filmagens do filme Red Sonja, quando Arnold já estava envolvido com a ex-esposa Maria Shriver. Anos antes, em 1991, Brigitte revelou que havia tido um caso com Tony Scott. Em 2012, durante uma entrevista para um reality show alemão, ela revelou que passou uma noite com Sean Penn, em Cannes, no início dos anos 90.

### Alcoolismo
Por muitos anos, Brigitte lutou contra o vício do álcool. Em 9 de julho de 2007, ela se internou por algumas semanas no centro de reabilitação da Cri-Help em North Hollywood, o que muitos dizem, ter sido uma intervenção familiar. Em 22 de julho de 2007, fora da reabilitação, Brigitte afirmou estar se sentindo uma pessoa "recém-nascida" e declarou: "Eu fiz uma escolha sobre uma nova vida. Não foi fácil, mas definitivamente era a hora".

## Filmografia
- Red Sonja (1985)
- Rocky IV (1985)
- Cobra (1986)
- Beverly Hills Cop II (1987)
- Bye Bye Baby (1988)
- Domino (1988)
- 976-EVIL 2: The Astral Factor (1991)
- The Double 0 Kid (1992)
- Mission of Justice (1992)
- Counterstrike (1990) (TV) episódio de 17 de outubro
- Fantaghirò 2 (1992) (TV)
- Chained Heat II (1993)
- Fantaghirò 3 (1993) (TV)
- Fantaghirò 4 (1994) (TV)
- Galaxis (1995)
- Compelling Evidence (1995)
- Codename: Silencer (1995)
- Snowboard Academy (1996)
- Fantaghirò 5 (1996) (TV)
- Hostile Environment (1998)
- She's Too Tall (1998)
- Paparazzi (1998)
- Doomsdayer (2000)
- Un Posto al sole (2000) (TV) episódios de 13 e 14 de setembro
- Make Me Bad (2002)
- Voyage: Killing Brigitte Nielsen (2007) (TV)
- The Hustle (2008)
- The Fish (2009)
- Nite Tales : The Serie (2009)(TV)
- Big Money Rustlas (2010)
- SOKO Stuttgart (2011)(TV)
- Eldorado (2012)
- Raising Hope (2014) (TV)
- Mercenaries (2014)
- Portlandia (2015) (TV)
- Creed II (2019)